# Evacuate the Dancefloor (singolo)
Evacuate the Dancefloor è un brano musicale del gruppo Cascada, pubblicato come singolo tratto dall'album omonimo il 29 giugno 2009 dall'etichetta discografica Universal. È stato nominato come "Best Dance video" agli Mtv Video Music Awards 2010.

## Tracce
CD-Single (Universal 06025 2711560 (UMG)
CD-Single (Universal 2718693 (UMG) [be] / EAN 0602527186931)
1. Evacuate the Dancefloor (Radio Edit) - 3:28
2. Evacuate The Dancefloor (Wideboys Remix) - 6:06

## Classifiche
| Classifica (2009) | Posizione massima |
| ----------------- | ----------------- |
| Australia         | 3                 |
| Austria           | 6                 |
| Belgio (Fiandre)  | 6                 |
| Belgio (Vallonia) | 4                 |
| Canada            | 4                 |
| Danimarca         | 7                 |
| Francia           | 5                 |
| Germania          | 5                 |
| Irlanda           | 2                 |
| Italia            | 41                |
| Norvegia          | 3                 |
| Nuova Zelanda     | 2                 |
| Paesi Bassi       | 7                 |
| Regno Unito       | 1                 |
| Stati Uniti       | 25                |
| Svezia            | 13                |
| Svizzera          | 7                 |